# Nils Ludvig Stahre
Nils Ludvig Stahre, född 18 januari 1843 i Stockholm, död där 18 maj 1909, var en svensk apotekare.
Stahre blev elev på apoteket Svanen i Kristianstad 1859, blev farmacie kandidat 1862 och avlade apotekarexamen 1866. Han var amanuens vid Farmaceutiska institutet 1865–67, var anställd på apoteket Nordstjernan i Stockholm 1867–70 och på apoteket Kronan i Norrköping 1870–73. Han blev 1873 laborator och lärare i författningskunskap (under läsåret 1873–74 och året 1876), 1877 därjämte lärare i kemi och farmaci vid Farmaceutiska institutet, erhöll 1883 professors namn, heder och värdighet och blev 1894 inspektor för nämnda institut. 
Från 1901, då de nya stadgarna för Farmaceutiska institutet, till vilka det grundläggande förslaget utarbetats av Stahre, vunnit Kungl. Maj:ts stadfästelse blev han institutets föreståndare och (som det numera hette) e.o. professor i kemi och kemisk farmaci vid detsamma, till 1903, då han blev innehavare av apoteket Leoparden i Stockholm. 
Stahres huvudsakliga livsgärning inföll under de 30 år han oavbrutet var fäst vid Farmaceutiska institutet, för vars utveckling han var rastlöst och framgångsrikt verksam. Såväl beträffande undervisningens anordnande i tidsenlig riktning, särskilt genom införande av praktiska övningar i de olika ämnena, som ock med hänsyn till studieplan och stadgar samt ej minst den viktiga frågan om Farmaceutiska institutets skiljande från Medicinalstyrelsen och förläggande under Ecklesiastikdepartementet var det oftast Stahre, som tog initiativet och genomdrev sina förslag. 
Stahre var även under några år apoteksvisitator, tog verksam del i utarbetandet av den första på svenska utgivna upplagan av farmakopén (1901) och publicerade en del vetenskapliga artiklar.